# داروخانه واتیکان
داروخانه واتیکان تنها داروسازی در شهر واتیکان است که در سال ۱۸۷۴ توسط لودویگ فرانمن که یک کشیش از فرقهٔ فاته‌بنه‌فراتلی بود تأسیس شد.
بنابر منابع واتیکان، این داروخانه با ۲۰۰۰ مشتری در روز شلوغ‌ترین داروخانهٔ جهان است.
نیمی از این مشتریان از بیرون از شهر واتیکان به این داروخانه مراجعه می‌کنند تا داروهایی که در ایتالیا به‌واسطهٔ قانون کمیاب یا نایابند را تهیه کنند.
مدیر فعلی این داروخانه رافائل چنیزو، کشیشی از فرقهٔ فاته‌بنه‌فراتلی است.
گرچه مدیران این داروخانه همیشه کشیشانی از این فرقه بوده‌اند، کارکنان آن در سی سال اخیر از بین مردم عادی استخدام شده‌اند، چنان‌که در سال ۲۰۱۴ در این داروخانه ۷ کشیش و ۵۳ فرد عادی کار می‌کردند.
وظیفهٔ نظارت بر این داروخانه با دیرکتوآر خدمات بهداشتی است که یکی از هشت دیرکتوآرهای شهر واتیکان است.
انبار داروخانهٔ واتیکان شامل ۴۲٬۰۰۰ نوع دارو می‌شود ولی شامل داروهایی که بر خلاف آموزه‌های کاتولیسیزم هستند (از جمله داروهای پیشگیری از بارداری و سقط جنین، سیلدنافیل، یا ماری‌جوآنای طبی) نیست. این داروخانه همچنین عطرها و لوازم آرایشی برندهای مشهور را به فروش می‌رساند. قیمت بسیاری از این موارد در داروخانه واتیکان ۱۲ تا ۲۵ درصد کمتر از قیمت همان محصولات در داروخانه‌های ایتالیا است، چرا که در واتیکان مالیات وجود ندارد و این داروخانه از پرداخت مالیات معاف است.